# Ronja Aronsson
Ronja Othilia Gunilla Aronsson, född 20 december 1997, är en svensk fotbollsspelare som spelar för Vålerenga.

## Klubbkarriär
Aronssons moderklubb är Munksund-Skuthamns SK.
Hon debuterade 13 år, gammal för Piteå IF i Damallsvenskan, vilket gör henne till den näst yngste allsvenska spelaren genom tiderna. Debuten skedde den 8 oktober 2011 mot Dalsjöfors GoIF, då hon byttes in i den 88:e minuten.
I november 2019 värvades Aronsson av Linköpings FC, där hon skrev på ett tvåårskontrakt. Efter säsongen 2021 lämnade Aronsson klubben i samband med att hennes kontrakt gick ut. I januari 2022 värvades hon av italienska Fiorentina, där hon skrev på ett halvårskontrakt med option på ytterligare ett år.
I juli 2022 återvände Aronsson till Piteå IF, där hon skrev på ett 1,5-årskontrakt. I februari 2024 förlängde Aronsson sitt kontrakt med ett år. Efter säsongen 2024 lämnade hon klubben. I januari 2025 skrev Aronsson på ett tvåårskontrakt med norska Vålerenga.

## Landslagskarriär
Ronja Aronsson var en del av den trupp som representerade Sverige i U19-Europamästerskapet i Israel i juli 2015 där Sverige vann guld.

## Meriter
Piteå IF
- Svensk mästare: 2018
- Svensk cupvinnare: 2023/2024

 Sverige U19
- Vinnare av U19-Europamästerskapet: 2015